# گمینا رودنگک (استان سیلسیان)
گمینا رودنگک (استان سیلسیان) (به لهستانی:  Gmina Rudnik) یک گمینا در لهستان است که در شهرستان راچیبوژ واقع شده‌است. گمینا رودنگک ۷۳٫۹۴ کیلومتر مربع مساحت و ۵٬۲۶۶ نفر جمعیت دارد.